# Sopron (stacja kolejowa)
Sopron (węg: Sopron vasútállomás) – stacja kolejowa w Sopron, w komitacie Győr-Moson-Sopron, na Węgrzech. Stacja należy do prywatnego przewoźnika kolejowego GYSEV. Stanowi ważny węzeł kolejowy, obsługujący pociągi do Győr, Budapesztu, Szombathely oraz do Austrii.

## Historia
Stacja została otwarta w 1876 roku przez GYSEV. Na początku XX wieku do stacji zbudowano połączenie tramwajowe.
Podczas II wojny światowej budynek został zniszczony. Postanowiono wybudować nowy, nowoczesny i reprezentacyjny budynek dworca. Został on zaprojektowany przez Gyula Szánthó, architekta GYSAV. Budynek został otwarty w 1977.

## Linie kolejowe
- Linia kolejowa 8 Győr – Sopron
- Linia kolejowa 15 Sopron – Szombathely
- Linia kolejowa Wiener Neustadt – Sopron
- Linia kolejowa Ebenfurth – Sopron
- Linia kolejowa Sopron – Kőszeg